# Sousa sahulensis
El delfín jorobado australiano (Sousa sahulensis) es una de las 4 especies de cetáceos delfínidos que integran el género Sousa. Habita en aguas poco profundas sobre la plataforma situada entre el norte de Australia y el sur de Nueva Guinea.

## Taxonomía
Esta especie fue descrita originalmente en el año 2014 por los zoólogos Thomas A. Jefferson y Howard C. Rosenbaum.
Etimología
Etimológicamente el nombre específico sahulensis es un topónimo que deriva de la plataforma marina Sahul, territorio donde vive este delfín.

## Distribución y características
Esta especie se distribuye en las aguas tropicales de la plataforma continental interpuesta entre el norte de Australia y el sur de Nueva Guinea.
Tiene una aleta dorsal más baja, un patrón cromático con una tonalidad más gris oscuro en el cuerpo (a veces con manchas blancas), y una capa dorsal más oscura. 
Su geonemia es alopátrica con respecto a los restantes delfines jorobados. Sousa chinensis es la más cercana genética y geográficamente; esta posee más dientes y una coloración blancuzca, frecuentemente con tintes rosáceos. Las distribuciones de ambas especies están separadas por un amplio hiato que coincide con la línea de Wallace. Esta barrera zoogeográfica, descrita originalmente por el naturalista Alfred Russel Wallace, determina que hacia su occidente las especies son en su mayoría de origen asiático, mientras que hacia el oriente de la misma poseen un origen australásico.
Esta barrera presenta aguas muy profundas que no son aptas para los delfines jorobados, que habitan en aguas de plataforma de poca profundidad, por lo cual resultó un eficaz separador para estas especies relacionadas.

## Conservación
Poco se sabe sobre sus números poblacionales, aunque los autores advirtieron que es poco probable que existan más de unos pocos miles de ejemplares. La especie estaría amenazada potencialmente por el desarrollo en la franja costera del noroeste de Australia de instalaciones portuarias para las operaciones con petróleo, gas y minería, la captura accidental por barcos pesqueros, la contaminación de las aguas, las colisiones contra el casco de los buques y, en algunos casos, la caza directa.